# Devítiletá válka
Devítiletá válka též válka Augšpurské ligy, válka o falcké dědictví, válka Velké aliance (1688–1697) představovala rozsáhlý válečný konflikt, kdy se proti Francii Ludvíka XIV. postavila koalice evropských států s cílem zamezit další francouzské územní expanzi. Koalice bývá nazývána jako Augšpurská liga či Velká aliance. Tvořilo ji Nizozemsko, Španělsko, Svatá říše římská, Savojsko, Anglie, Švédsko a Skotsko. Válka byla vedená převážně na území západní a jihozápadní Evropy, v Irsku a přilehlých vodách. K menším bojům došlo i v Indii a Karibiku. Její odnož v Severní Americe bývá nazývána válka krále Viléma. Výsledkem zdlouhavých bojů bylo v podstatě potvrzení předválečného stavu s některými menšími územními změnami.

## Příčiny
Po francouzsko-nizozemské válce (1678) bylo nesporné, že Francie Ludvíka XIV. je nejmocnější zemí Evropy. Apetit „krále Slunce“ však stále rostl. Ludvík využíval směsici agrese a anexionismu podpořeného quasiprávními podklady k další expanzi, jejímž účelem bylo vytvoření „lepší“ hranice. Tato politika se naplno projevila během tzv. války reunií (1683–1684). Podle Řezenského příměří (nebo také Regensburského, Ratisbonského) mělo následovat 20 let klidu v záležitostech Svaté říše římské. Ludvík XIV. se ale cítil natolik silný, že se rozhodl mírové podmínky ignorovat a dál se angažovat v říšských problémech. V roce 1685 zrušil Edikt nantský. Záležitost zdánlivě vnitropolitická měla i své mezinárodní dopady. Ludvík ztratil několik set tisíc vesměs velmi schopných poddaných, kteří byli nuceni emigrovat a navíc protestantské země začaly považovat Ludvíka XIV. nejen za mocenskou hrozbu evropské rovnováze sil, ale i za ideologického nepřítele.
Obava z dalších francouzských akcí vedla v červenci 1686 císaře Leopolda I., některá říšská knížata, Španěly a Švédy k vytvoření obranného uskupení zvaného Augšpurská liga. Ludvík hleděl s nevraživostí na císařské válečné úspěchy v bojích s Turky a pokusil se donutit říšská knížata uznat jeho zisky z reunií jako trvalé a nezpochybnitelné (1687). To se mu však nepodařilo. V roce 1688 došlo ke sporům ohledně nástupnictví v kolínském kurfiřtství (arcibiskup kolínský byl zároveň jedním z říšských kurfiřtů) a Ludvík XIV. se toho rozhodl využít. Snažil se prosadit vlastního kandidáta a když to nevyšlo „po dobrém“, zvolil silové řešení. Vycházel z toho, že císař byl zatím ještě zaneprázdněn bojem s Osmanskou říší a tudíž předpokládal, že nebude moci rychle reagovat. Předmětem dalšího Ludvíkova zájmu byla Rýnská Falc, kam se snažil prosadit jako dědičku svou švagrovou Alžbětu Šarlotu Falckou. Právě francouzskou snahou získat silou Falc začala nová válka.

## Průběh

### Říšské Porýní

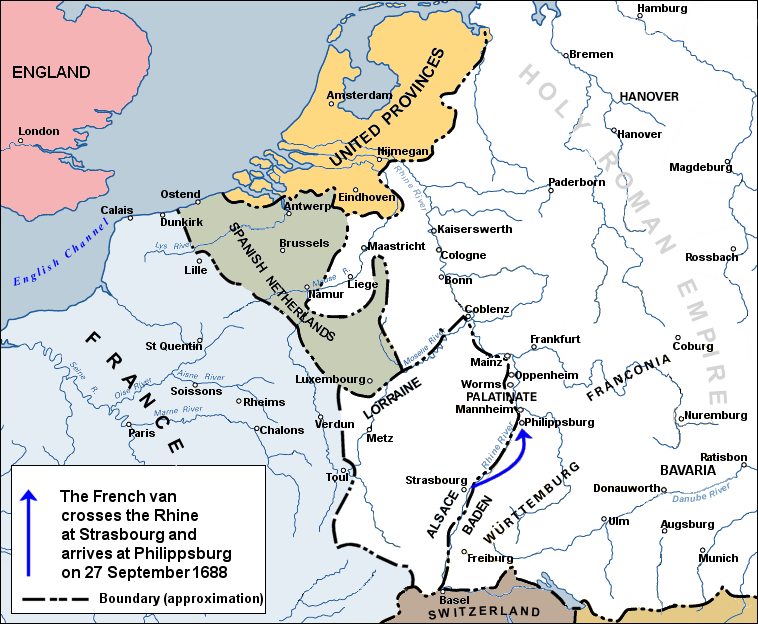
Porýní na začátku války

V září 1688 vstoupila francouzská vojska o síle asi 30 000 mužů do říšského Porýní. Oblehla město Philippsburg a po více než měsíci ho dobyla. Francouzská armáda postupovala dál a v rychlém sledu dobývala jedno město za druhým včetně Mohuče. Francouzi nyní ovládali oblast Rýna od švýcarských hranic téměř až ke Koblenzi. Tato agrese zmobilizovala říšská knížata a císaře. Ten odvolal část vojsk z turecké fronty a spolu s knížaty začal formovat armádu. Ludvík XIV. a Louvois se rozhodli nestavět se na odpor a místo toho provést taktiku spálené země. Mezi prosincem 1688 a červnem 1689 zničili Francouzi asi 20 měst (mj. i Špýr, Mannheim a Worms) a množství menších osad. Ponechali si několik klíčových měst a právě na jejich znovuzískání se zaměřily tři armády, které Říše zformovala. Během léta a podzimu 1689 se jim podařilo dobýt na Francouzích např. Mohuč, Bonn a Kaiserswerth. Ludvík XIV. ztratil víc, než získal.

### Anglie a Irsko

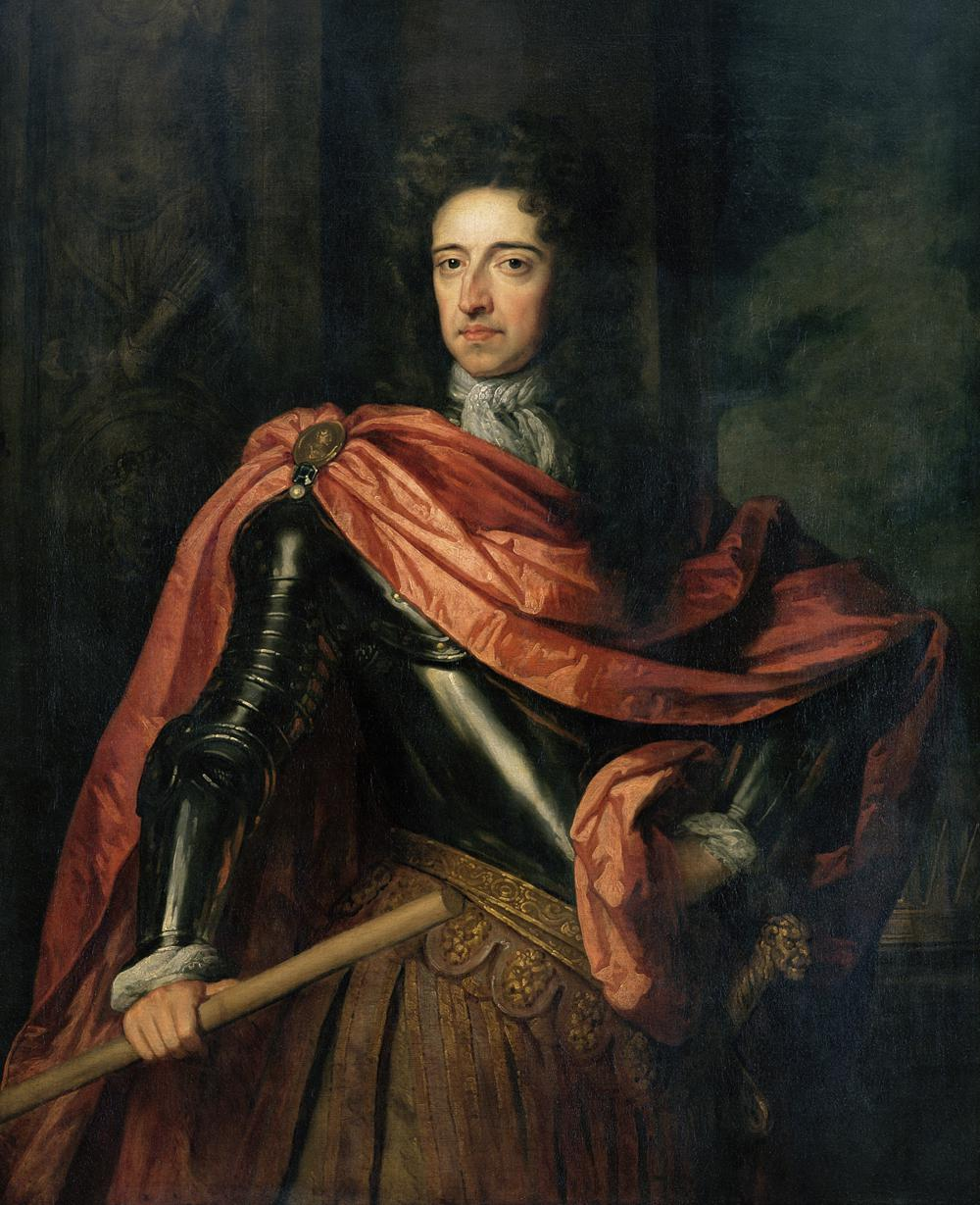
Vilém III. Oranžský

Mezitím se radikálně změnila situace na severozápadě. Katolický král Jakub II. Stuart si svým postupem postupně znepřátelil většinu vlivných kruhů v Anglii, především parlament, a toho využil nizozemský místodržící a Jakubův zeť Vilém III. Oranžský. V listopadu 1688 se vylodil v Anglii, v prosinci se stal hlavou dočasné vlády, v únoru 1689 byl prohlášen za krále a v dubnu se nechal spolu se ženou Marií korunovat. Slavná revoluce byla završena. Jakub II. uprchl do Francie. Z hlediska válečných událostí šlo o zásadní změnu. Anglie, do té doby téměř spojenec Ludvíka XIV., se rázem stala jeho nepřítelem, neboť došlo k jejímu dynastickému spojení s Nizozemím.
Ludvík XIV. považoval Vilémovu invazi na ostrovy za deklaraci války mezi Francií a Nizozemím, ale zprvu zůstala jeho vojska zcela pasivní. Počítal s tím, že v Anglii vypukne zdlouhavá občanská válka, která Nizozemí vyčerpá a nakloní Angličany blíže k Francii. Situace se však vyvinula jinak a Ludvík musel jednat. Poskytl Jakubovi peníze, loďstvo a armádu a tím umožnil jeho vylodění v Irsku v březnu 1689. Jakubova armáda o síle asi 40 000 mužů oblehla Londonderry na severu ostrova a po zdlouhavém dobývání ho v červenci 1689 získala. Jakubovo vylodění zažehlo povstání proti Vilémovi nejen v Irsku, ale i ve Skotsku. Mezitím došlo k prvním námořním bitkám, při nichž mělo francouzské loďstvo zpočátku mírnou převahu, nikoli však takovou, aby to bránilo anglickému zásobování svých jednotek v Irsku. Vilém III. stihl v Irsku vylodit poměrně velkou armádu a porazil Jakubovo vojsko v červenci 1690 v bitvě u Boyne. Ačkoli nešlo z hlediska ztrát o výraznou porážku, Jakub se rozhodl znovu prchnout do Francie. I když odpor jakobitů pokračoval až do roku 1691, mohl se nyní Vilém III. více soustředit na válku na kontinentě.

### Velká aliance

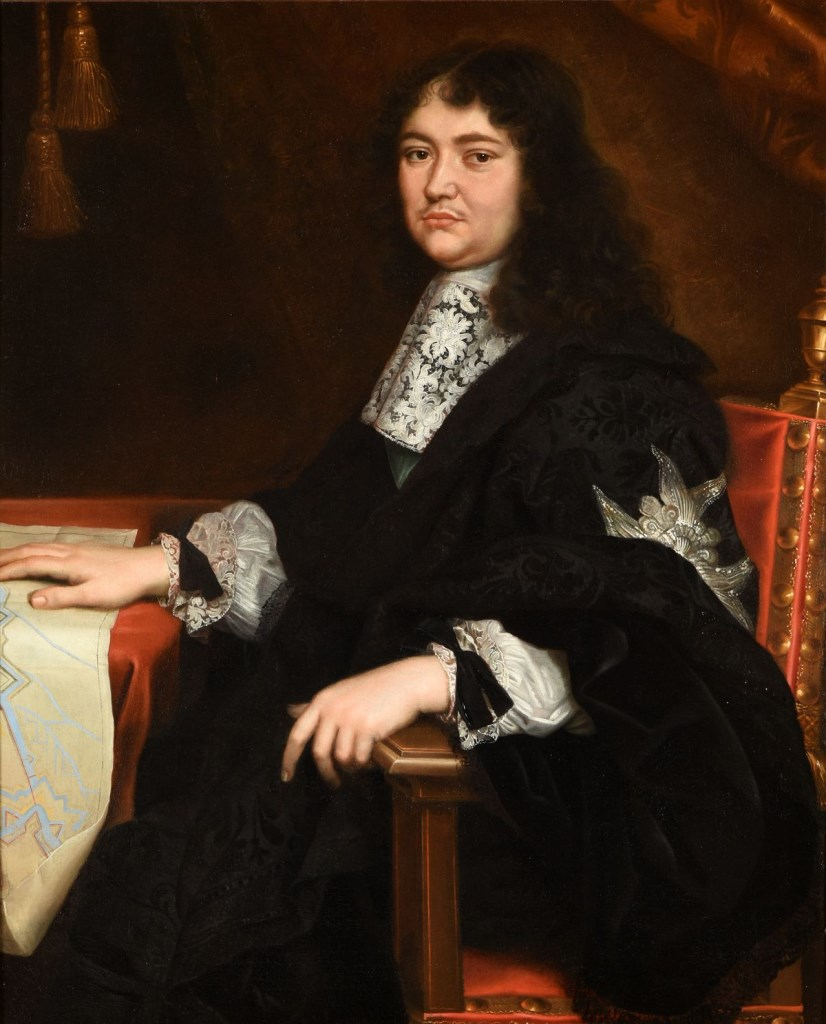
François Michel Le Tellier, markýz Louvois, Ludvíkův hlavní stratég a ministr války zemřel v průběhu bojů roku 1691.

V květnu 1689 podepsali Nizozemci ofenzivní dohodu s Leopoldem I. Jejich válečným cílem bylo donutit Francii stáhnout se z území, která dobyla za Ludvíkovy vlády (tedy do hranic z roku 1659). Krátce nato, 17. května 1689 vyhlásila Anglie Francii válku. Ke konečnému zformování tzv. Velké aliance, kterou tvořil císař, Anglie a státy sdružené v Augšpurské lize, došlo do léta 1690. Ke koalici se připojili ještě vévodové lotrinský a savojský, kurfiřti bavorský a braniborský a své spojenectví znovu potvrdil španělský král. Švédové a Dánové však v roce 1691 z aliance vystoupili.

### Válka v letech 1690–1691

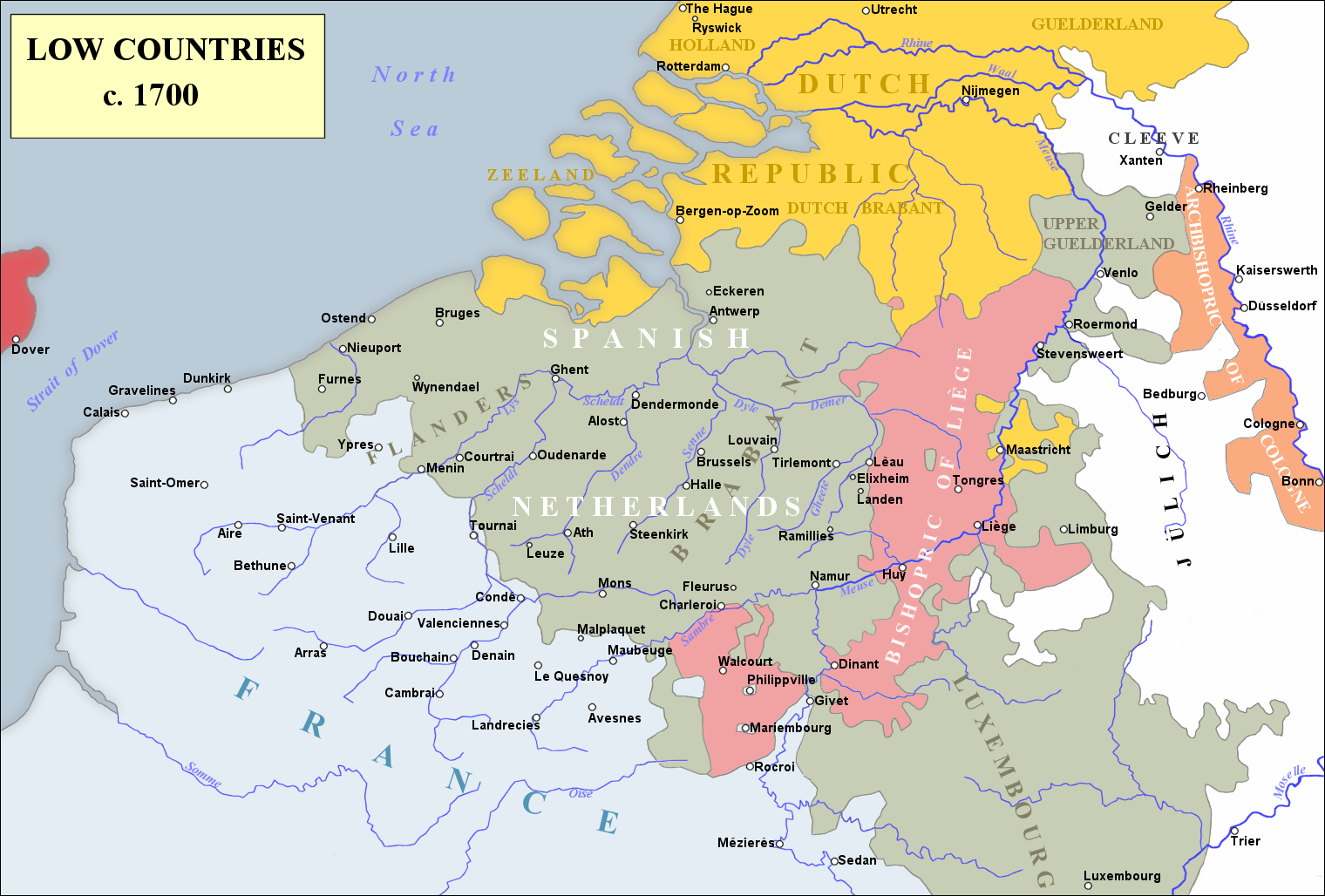
Španělské Nizozemí koncem 17. století

V tomto období probíhaly boje převážně v oblasti Španělského Nizozemí (zhruba dnešní Belgie), Savojska-Piemontu, v Porýní a Katalánsku. V roce 1690 měla válka charakter spíše menších srážek a taktických manévrů, žádné ze stran se nechtělo podstoupit risk většího střetu. Výjimkou byla savojsko-piemontská fronta, kde Francouzi dosáhli rozhodného vítězství v bitvě u Staffardy (18. srpen 1690) a načas dobyli několik měst. Na zimu se však stáhli.
V roce 1691 dobyli Francouzi několik měst ve Španělském Nizozemí (např. Mons), ale ze strategického hlediska to nemělo valný význam. Situace v severozápadní Itálii byla podobná. Francouzi obsadili či oblehli několik měst a pevností, ale nakonec se museli stáhnout do defenzívy.

### Těžké boje, 1692–1693

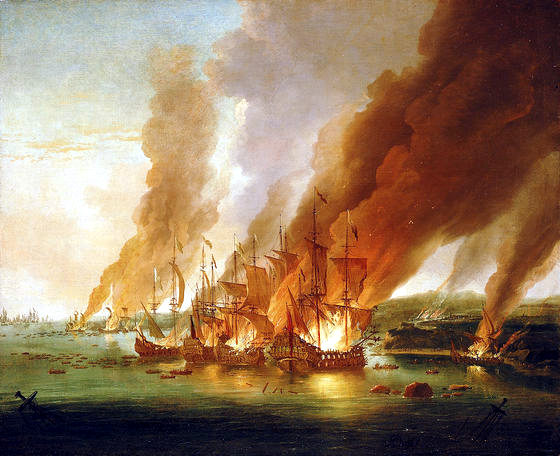
Bitva u La Hogue z června 1692. Obraz ukazuje hořící francouzské lodě.

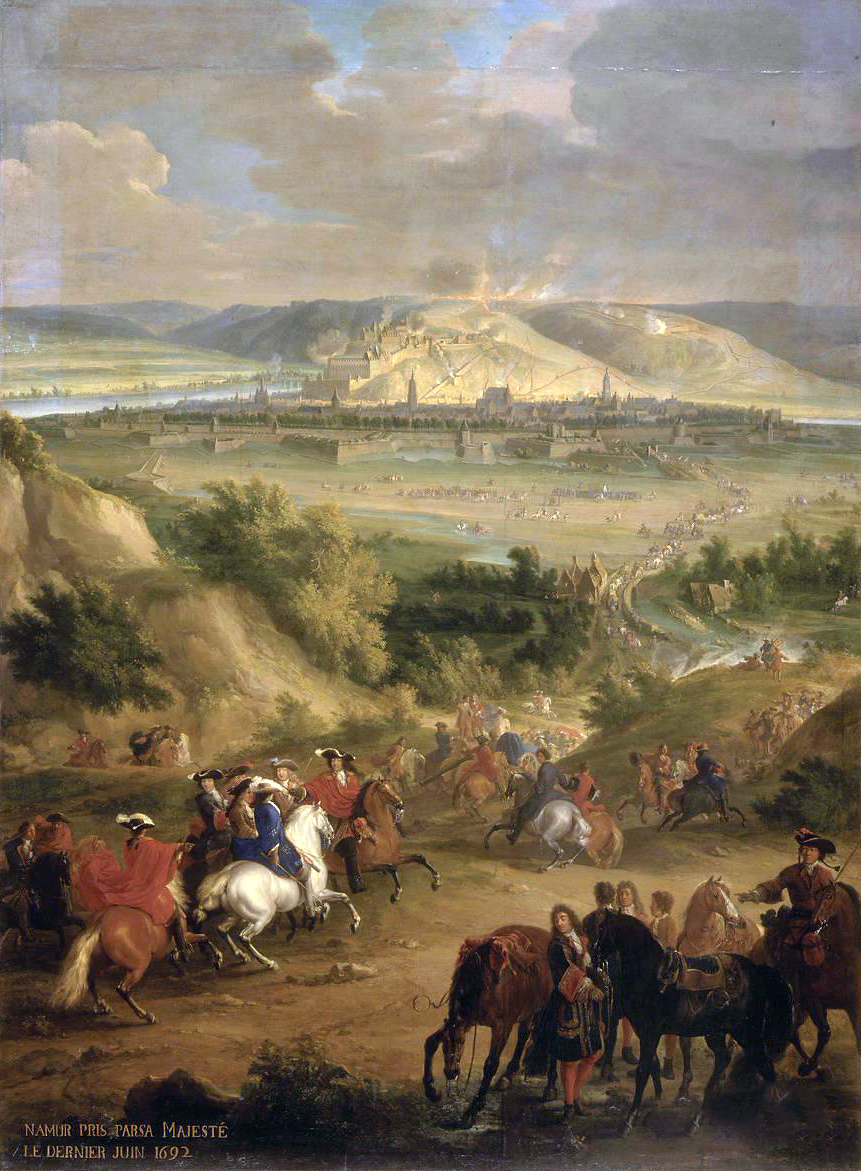
Obléhání Namuru v červnu 1692

V roce 1691 zemřel Ludvíkův hlavní stratég Louvois a královi noví rádci, především markýz Pomponne se snažili rozložit Velkou alianci diplomatickými prostředky. Jednání však ztroskotala na Ludvíkově odmítnutí vzdát se zisků z reunií a neuznání Viléma III. za krále Anglie. V roce 1692 si Ludvík a jeho velitelé stanovili dva cíle, zaprvé dobýt Namur ve Španělském Nizozemí, což podle nich mělo donutit Nizozemce k míru, a zadruhé vylodit se v Anglii. První cíl se splnit podařilo – Francouzi vedení Vaubanem a maršálem Luxembourgem dobyli město i pevnost a odrazili vyprošťovací síly Viléma III. Druhého cíle však dosaženo nebylo. O neúspěchu předpokládané invaze do Anglie rozhodly námořní bitvy u Barfleuru, Cherbourgu a La Hogue (květen-červen 1692). Ačkoli francouzské loďstvo neutrpělo nijak zvlášť těžké ztráty, získala aliance převahu na moři. Ta přiměla Ludvíka věnovat zcela dominantní pozornost postupu na kontinentě.
Mezitím v jižní části bojiště napadl vévoda Savojský s asi 30 000 muži Dauphine a zle toto území poplenil. Naopak v Porýní měli převahu Francouzi, poplenili dokonce Švábsko a Franky.
V roce 1693 dosáhla francouzská armáda papírového počtu 400 000 mužů, ale ekonomika Francie musela čelit krizi. Byla špatná sklizeň a v důsledku následného hladomoru zemřely ve Francii a severní Itálii do roku 1694 možná až 2 miliony lidí. Situace na bojištích však byla dobrá. Na rýnském a jihonizozemském bojišti se francouzská armáda znovu chopila iniciativy a získala několik cenných vítězství – např. dobytí Huy v červenci 1693. Podobně se dařilo francouzským zbraním i na jihu. V severní Itálii maršál Catinat porazil savojská vojska v bitvě u Marsaglie (říjen 1693) a v Katalánsku dobyl Noailles přístav Rosas. Rovněž na moři dosáhli Francouzi velkého úspěchu, když se jim podařilo zdecimovat obrovský spojenecký obchodní konvoj mířící do Středomoří a 40 lodí zajmout (bitva u Lagosu, červen 1693).

### Válka a diplomacie, 1694–1695
Ačkoli Francouzi dosáhli v roce 1693 značných úspěchů, situace se začala obracet. Hospodářská krize si vyžádala svou daň. Maršál Luxembourg disponoval na jihonizozemské frontě 100 000 muži, ale začal trpět nedostatkem zásob. Nedokázal zabránit tomu, aby vojska aliance nezískala zpět Huy. V Porýní se spíše manévrovalo než bojovalo. V Itálii donutil nedostatek financí Francouze k nečinnosti. V Katalánsku se přece jen dělo více. Maršál Noailles zvítězil v bitvě u Torroelly (květen 1694) a poté obsadil Gironu, Palamos a Ostalric. Cesta k Barceloně byla otevřena. Nicméně tentokrát se konečně projevila alianční převaha na moři. Část floty podnikla útok na Brest, Dieppe, Saint-Malo, Le Havre, a Calais a část se spojila se španělskou flotou a donutila francouzská vojska opustit plány na dobytí Barcelony.

V roce 1695 postihly francouzská zbraně dvě rány. 5. ledna zemřel jeden z nejlepších Ludvíkových velitelů, maršál Luxembourg, kterého nahradil vévoda z Villeroi. Druhou ranou byla ztráta Namuru. Na dobytí města se podílela spojená vojska Viléma III. a kurfiřtů bavorského (Maxmilián II. Emanuel) a braniborského (Fridrich I. Pruský). 5. září 1695 po těžkých ztrátách se alianční armádě podařilo získat město po třech letech zpět. Aliance tím znovu získala spojnici mezi Španělským Nizozemím a rýnskou frontou.

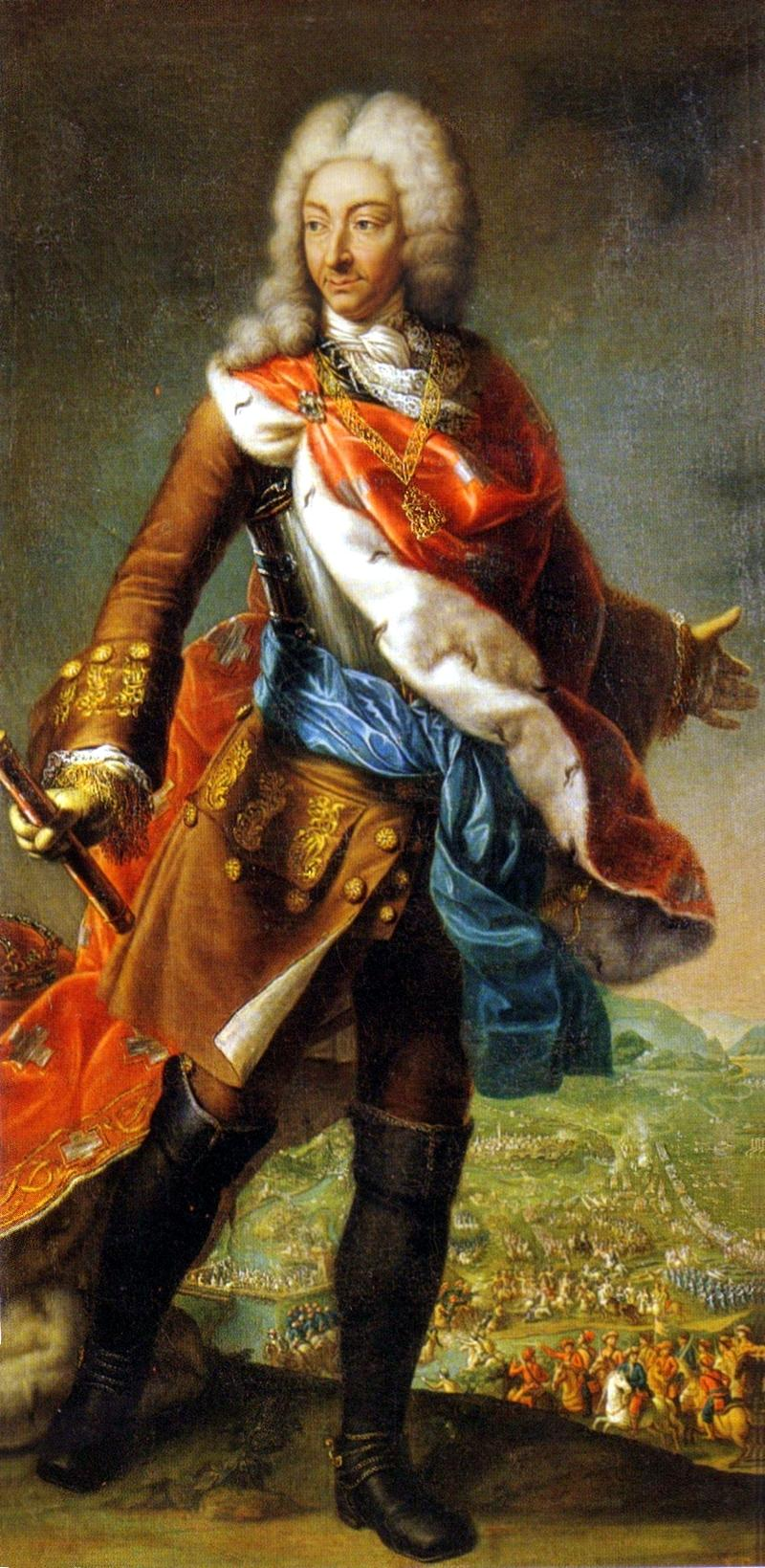
Vévoda savojský a kníže piemontský Viktor Amadeus II. na obraze z roku 1706.

Francouzi mezitím změnili svou námořní strategii. Snažili se zapojit do válečného dění více soukromníků – korzárů – a místo klasických bitev se zaměřili na výpady proti aliančním obchodním konvojům. V červnu 1694 se podařil nejznámějšímu z francouzských korzárů Jeanu Bartovi zajímavý kousek, když znovuzískal na Nizozemcích zajatý francouzský konvoj s obilím a zachránil Paříž před hladověním. O dva roky později svůj úspěch zopakoval a v bitvě u Dogger Bank zajal či potopil 25 obchodních lodí. Tyto akce značně vzpružily francouzského námořního ducha. Jednalo se však spíše o ojedinělé úspěchy. Francouzské lodě nedokázaly zabránit trvalému bombardování domovských přístavů, např. Dieppe, Saint-Malo, Le Havre a Calais. Situace na pozemních frontách se také nevyvíjela nejlépe a francouzská vojska jen stěží držela své pozice.
V Itálii zatím začalo jednání. Hlavním problémem byly pevnosti Pinerolo a Casale. Ta druhá se na základě dohody vzdala v červenci 1695 vojskům Viktora Amadea, vévody Savojského.

### Cesta k Rijswijku, 1696–1697

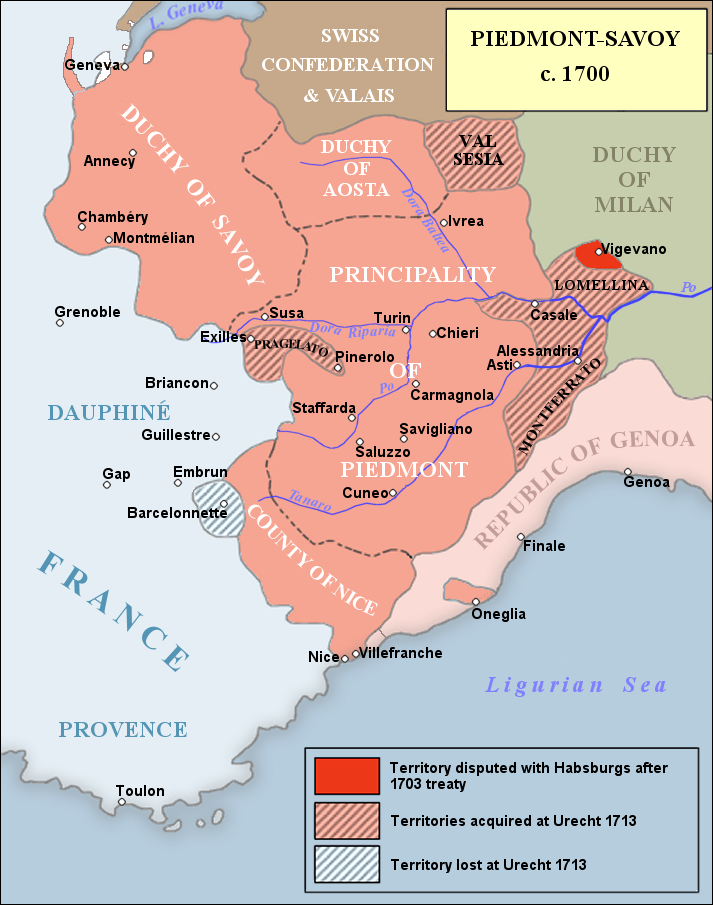
Savojsko, Piemont, Dauphiné a okolní regiony koncem 17. století.

V roce 1696 se na frontách událo jen málo. Již nějakou dobu probíhaly tajné separátní rozhovory o míru mezi Francouzi a Nizozemci. Hlavním problémem stále bylo uznání Viléma III. za krále Anglie a dále pak dosavadní územní změny, především otázka Štrasburgu. Rozhovory mezi Francouzi a zástupci savojského vévody přinesly rychlejší výsledek. Ve smlouvě z Turína z 29. srpna 1696 se Viktor Amadeus II. zavázal opustit Velkou alianci a případně se přidat i na stranu Ludvíka XIV. výměnou za menší ústupky z francouzské strany (vrácení několika měst a závazek neplést se do savojských náboženských záležitostí). Císař musel s touto dohodou souhlasit (říjen 1696) a na italské frontě zavládl klid zbraní.
Turínská smlouva nastartovala nové kolo diplomatických manévrů. Obě strany již byly značně vyčerpané a ani jedna neviděla v dalším válčení přínos. Ludvík XIV. navíc bedlivě sledoval situaci ve Španělsku, kde se očekával v brzké době skon churavého bezdětného krále Karla II. Věděl, že pro to, aby Francie z nástupnictví na španělský trůn získala nějaký prospěch, bude potřeba rozložit Velkou alianci. Ačkoli se obě strany dohodly na zahájení mírových rozhovorů v Rijswijku (Ryswick), rozhořely se v roce 1697 nové boje. Francouzi dobyli jihonizozemské město Ath, nicméně v Porýní se nic zásadního nedělo. Největší boje se odehrály na španělské frontě. Vojskům pod velením maršála Vendôme se 10. srpna 1697 podařilo za cenu velmi těžkých ztrát na obou stranách dobýt Barcelonu.

### Mimoevropské bojiště
Podrobně je průběh bojů v Severní Americe vylíčen v článku Válka krále Viléma.
V Severní Americe proti sobě stáli Francouzi z Kanady a Angličané ze severních kolonií (New York, Nová Anglie, Maine). Válka zde začala sporadickými střety v oblasti Maine a Nového Skotska. Na straně Angličanů se v srpnu 1689 do bojů zapojila mocná Irokézská liga a situace Francouzů byla špatná. Přesto se jim podařilo zmobilizovat síly a podniknout začátkem roku 1690 tři útočné výpravy proti Angličanům z Nové Anglie a New Yorku. V témže roce na podzim pak odrazili námořní výpravu Angličanů proti Quebecu. Od tohoto okamžiku se válka, kromě dvou poměrně rozsáhlých francouzských útoků na Irokéze, omezila na menší bojové akce vesměs typu „udeř a uteč“, v nichž měli převahu Francouzi a jejich indiánští spojenci. Nakonec skončila remízou s drobnými zisky pro Francouze. Irokézové pokračovali ve válce s Francouzi a jejich indiánskými spojenci až do roku 1701, pak však smluvně deklarovali svou budoucí neutralitu (Velký montrealský mír).
Jakmile se zprávy o začátku války dostaly ke guvernérům a správcům jednotlivých zámořských území a kolonií, začaly boje i zde. V říjnu 1690 bombardoval francouzský admirál Abraham Duquesne-Guitton anglo-nizozemskou flotu v Madrásu. V roce 1693 podnikli Nizozemci útok na Pondicherry na jihovýchodním pobřeží Indie a malou francouzskou kolonii dobyli. V Karibiku došlo rovněž ke sporadickým bojům. Alianční loďstvo mělo v těchto konfliktech mírnou převahu, ta však nehrála zásadní roli a Francouzi své kolonie zásobovali poměrně bez problémů.

## Smlouvy z Rijswijku

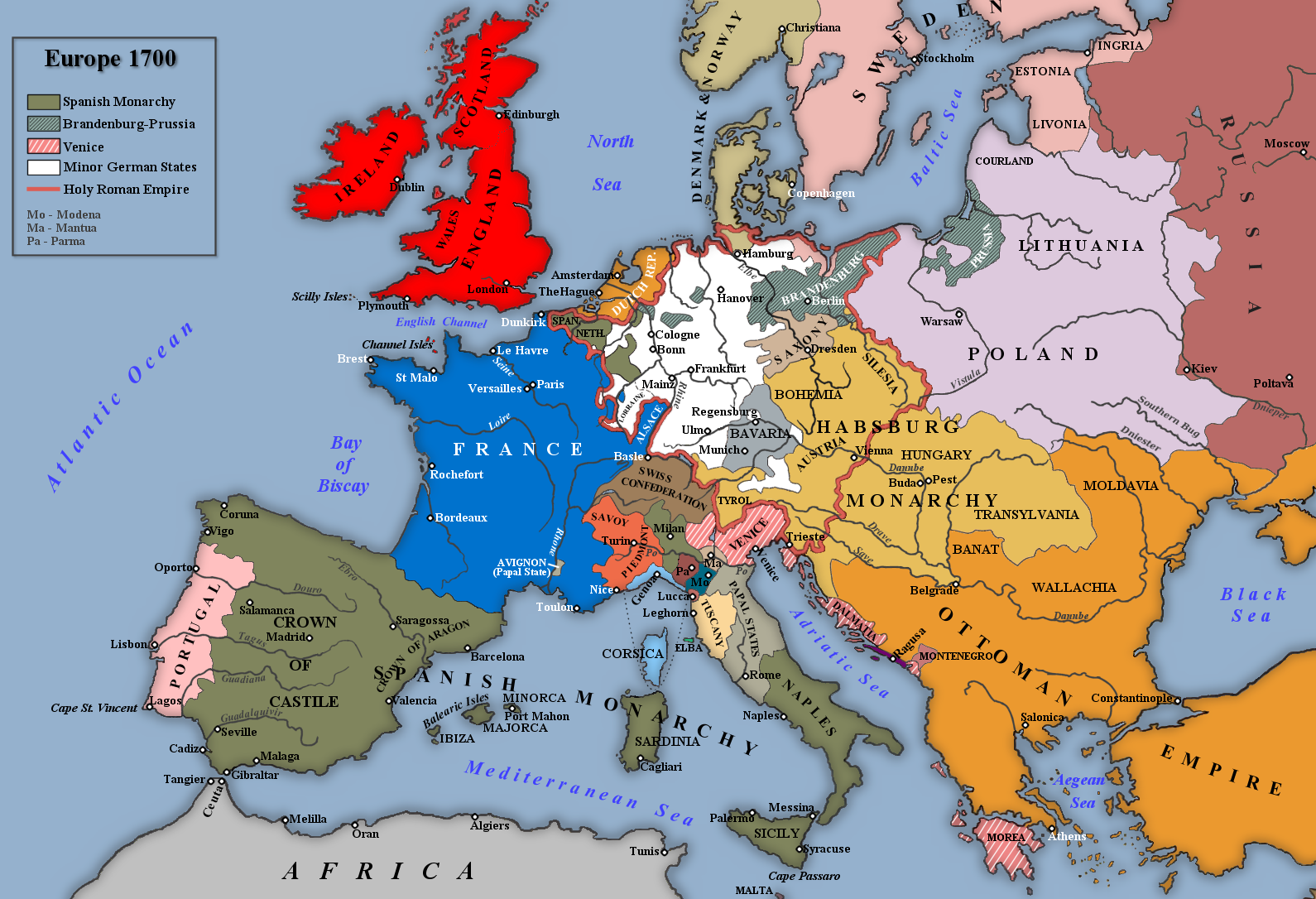
Evropa v roce 1700, po míru z Rijswijku a před válkou o španělské dědictví

Mírová konference začala v květnu 1697 ve Vilémově paláci v Rijswijku poblíž Haagu. Oficiálními zprostředkovateli byli Švédové, ale ve skutečnosti zásadní roli nehráli. Během prvních týdnů se nedařilo dosáhnout shody, ale pak začala soukromá dvoustranná jednání mezi Angličany a Francouzi a 20. září 1697 byla podepsána první dohoda mezi Francií, Španělskem, Anglií a Spojenými provinciemi (Nizozemí). 30. října pak následovala smlouva mezi císařem, jakožto zástupcem Svaté říše, a Francií. Smlouvy konstatovaly modifikované "status quo ante bellum". Základem dohod bylo, že hranice se vrátí do roku 1679, po míru z Nijmegenu, a to až na několik výjimek. Tou nejdůležitější bylo oficiální potvrzení, že Alsasko a Štrasburk zůstává ve francouzských rukou. Saint-Domingue (Haiti), Pondicherry a Nové Skotsko si rovněž ponechali Francouzi. Ti navíc získali jistá území na Newfoundlandu a v Hudsonově zálivu. Na oplátku museli vrátit několik zisků z této války a z války reunií, například Lotrinsko. Ludvík XIV. se zavázal uznat Viléma III. králem Anglie a nadále nepodporovat Jakuba II. Francouzský král dále slíbil, že se nebude vměšovat do záležitostí kolínského a falckého nástupnictví. Nizozemci získali právo obsadit některé pevnosti ve Španělském Nizozemí (Namur, Ypres).
Jistým vítězem války lze označit Viléma III. Podržel si anglickou korunu a získal pro Nizozemí bezpečnější hranice. Otázka španělského nástupnictví se v Rijswijku neřešila. To se do budoucna ukázalo jako velký problém a v roce 1701 vedlo k válce o dědictví španělské.

## Válečnické umění, zbraně a technologie

### Taktika a strategie

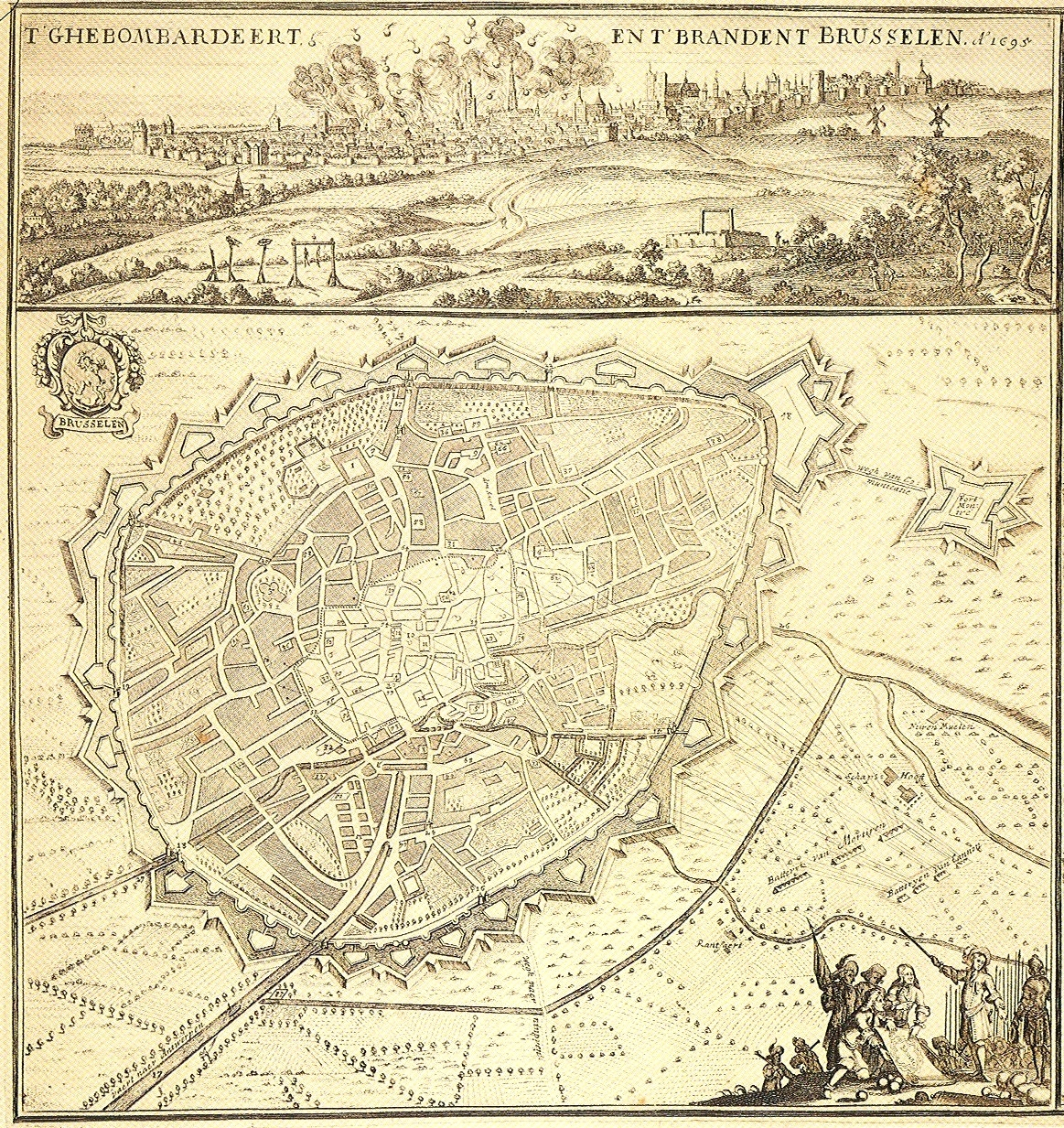
Bruselská pevnost v roce 1695 během ostřelování francouzskými vojsky

Tažení obvykle probíhala od května do října, hlavně kvůli nedostatku krmiva v zimě. Francouzi v tomto měli přece jen výhodu, neboť měli hustší síť skladišť, kde zásoby uchovávali a mohli tak ponechat armádu v poli déle. Válečné operace během devítileté války se nicméně vyznačovaly hlavně obsazováním a budováním pozic, kopáním zákopů, obléháním a stavěním pevností, pozorováním nepřítele a nebitevními manévry. K přímým bojům docházelo nepoměrně méně často. Pevnosti hrály velmi důležitou úlohu. Sloužily jako ochrana vojska, kontrolovaly strategické pozice a cesty a mohly být využity i jako skladiště. Někteří velitelé, například Vilém III., Boufflers a maršál Luxembourg přece jen uplatňovali agresivnější taktiku, ale nejednalo se o pravidlo. Ludvík XIV. i Louvois dávali přednost Vaubanově "pevnostní" strategii. Velikost jednotlivých armád kolísala od 20 000 do 50 000, později až do 100 000 mužů. Živit a platit takovéto masy vojáků představovalo velkou zátěž pro státní ekonomiku. Důležitým faktorem tedy bylo získat peníze a potraviny z jiných než domácích zdrojů. Okupovaná a někdy i neutrální území tak měla především sloužit k obživě armády a k zisku mimořádných daní. Toto mělo zajistit většinou přednost před pronásledováním či zničením nepřítele.

### Výzbroj
Hlavním přínosem z hlediska zbraní bylo rozšíření pušek s křesadlovým zámkem, které začaly vytlačovat zámky doutnákové a kolečkové. Nicméně doutnákové zámky se stále používaly zvláště u jednotek aliance a také u francouzských druhosledových útvarů (až do roku 1703). Důležitou změnou bylo používání bajonetů nového typu, které se nasazovaly nikoli do hlavně, ale objímkou na hlaveň a umožňovaly tak střelbu. Jejich používání se začalo rozšiřovat právě během této války. Naopak se upouštělo od používání pík a tím pádem i oddílů pikenýrů, neboť muškety s bajonetem jejich nasazení učinily prakticky zbytečným.

### Námořnictvo
V roce 1688 měli nejpočetnější námořní floty Francouzi, Angličané a Nizozemci. Portugalské a španělské loďstvo se během 17. století dosti zmenšilo. Francouzské lodní stavitelství se v 80. letech 17. století, co se týče technické vyspělosti, vyrovnalo nizozemskému a anglickému a v letech války anglické i předčilo. Novinkou, která se začala na lodích koncem 17. století objevovat, bylo kormidelní kolo. První ho zavedli Angličané zřejmě někdy koncem války (jiné zdroje uvádějí až začátek 18. století). Námořní bitvy se odehrávaly v liniových dělostřeleckých soubojích. Většina bojů však nepřinesla velká vítězství a zásadní ztráty. Zápalné lodě byly používány především proti zakotveným nepřátelským plavidlům. Aliance postupně získala výraznou převahu v počtu lodí a Francouzi se začali vyhýbat klasickým námořním bitvám. Na začátku války měli Francouzi 118 velkých válečných plavidel, zatímco Angličané 173, na konci se tento poměr změnil na 137 ku 323.